# جامعة جيلالي ليابس-سيدي بلعباس
جامعة جيلالي ليابس (بالفرنسية: Université Djillali Liabes)‏ أو جامعة جيلالي ليابس سيدي بلعباس هي جامعة جزائرية حكومية، تقع في ولاية سيدي بلعباس، أنشأت في سنة 1989، تحتل المرتبة 2129 عالميا و29 عربيا حسب تقييم ويبوميتركس العالمي للجامعات لشهر يناير 2017.

## تاريخ
تم إنشاء جامعة جيلالي ليابيس في 1 أغسطس 1989. وهي نتيجة لتطور دام حوالي عشرين عاما استمرت خلالها في التوسع. قبل أن تصبح جامعة، كانت هناك عدة قوانين تحكم هذه المؤسسة:
وضع المركز الجامعي: منذ افتتاح أبواب المنشأة في سبتمبر 1978 حتى أغسطس 1984.
وضعية المعاهد الوطنية للتعليم العالي (INES): من أغسطس 1984 إلى يوليو 1989.